# 키쿠타 히로키
키쿠타 히로키(일본어: 菊田 裕樹, 본명 키쿠타 유키, 1962년 8월 29일 ~ )는 일본의 비디오 게임 작곡가이자 게임 디자이너이다. 대표작으로는 《성검전설 2》, 《성검전설 3》, 《쌍계의》, 《쿠델카》가 있으며, 《쿠델카》에서는 프로듀서와 콘셉트 디자이너를 겸했다. 이 외에도 7개의 게임에서 작곡을 맡았으며, 미발매된 MMORPG 《초 부교 타이센》에서는 작곡과 함께 콘셉트 디자이너로도 활동했다. 어린 시절부터 음악에 관심이 있었으나, 간사이 대학에서 종교학, 철학, 문화인류학을 전공했다. 이후 몇 년간 만화 일러스트레이터로 일하다가 애니메이션 시리즈 작곡가로 활동했으며, 1991년에 스퀘어사에 입사했다.
첫 세 개의 대표작 사운드트랙을 작곡한 후, 자신의 비디오 게임 제작사인 사크노스를 설립하여 대표이사를 맡았다. 1999년 《쿠델카》의 프로듀서와 작곡을 마친 후 프리랜서 작곡가가 되었다. 이후 자신의 레코드 레이블인 노스트릴리아를 설립하여 자작곡과 다른 아티스트와의 협업 앨범, 그리고 이전 작품의 음악을 제작하고 있다. 2009년 9월 독일 쾰른에서 열린 《심포닉 판타지》 콘서트를 비롯한 여러 공연에서 그의 음악이 연주되었으며, 대표곡들이 피아노 악보집으로 출판되었다.

## 생애

### 어린 시절
키쿠타는 어린 시절 영화 음악에서 영감을 받았다. 그러나 신시사이저를 갖게 되면서부터 작곡가로서의 잠재력을 느끼기 시작했다. 키쿠타는 1981년부터 1984년까지 간사이 대학에서 종교학, 철학, 문화인류학을 아우르는 학제간 학위를 취득했다. 정규 음악 교육은 전혀 받지 않았으며, 대신 음악 이론서를 읽고 다양한 장르의 음악을 들으며 독학했다.
간사이 대학을 졸업한 후, 키쿠타는 처음에는 필명으로 활동하는 만화 일러스트레이터로, 이후에는 애니메이션 작곡가로 일했다. 《레이븐》을 비롯한 그가 그린 만화들은 유키 니주로쿠(結城 二十六)라는 필명으로 발표되었다. 애니메이션 작곡가로서는 《로빈 후드의 모험》과 《숲속의 백설공주》에서 작업했다. 1991년, 키쿠타는 스퀘어(현 스퀘어 에닉스)사에 작곡가로 채용되었다. 첫 번째 지원지였던 니혼 팔콤에서 거절당한 후, 회사의 게임을 한 번도 해본 적이 없었고 지원자도 많았기에 큰 기대 없이 스퀘어에 지원했다. 하지만 면접에서 노부오 우에마쓰가 그와 프로그레시브 록을 함께 좋아한다는 점에 매력을 느껴, 100명이 넘는 지원자들 중에서 그가 선발되었다. 당시 개발 중인 게임 프로젝트가 부족해 신입 사원들을 위한 새로운 일자리가 없었기 때문에, 처음에는 《파이널 판타지 IV》의 디버깅과 《로맨싱 사가》의 효과음 제작을 담당했으나, 곧 게임 사운드트랙 작곡을 맡게 되었다.

### 경력

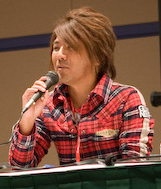
2008년 키쿠타

스퀘어에서 7년간 근무하는 동안 키쿠타는 단 세 개의 게임 사운드트랙만을 작곡했다. 슈퍼 패미컴용 《성검전설 2》와 《성검전설 3》, 플레이스테이션용 《쌍계의》가 그것이다. 키쿠타는 사운드트랙 작곡에 있어 완전한 자유를 보장받았다고 말한다. 음악을 어떻게 작곡해야 하는지에 대해 어떠한 지시도 받지 않았으며, 게임 디자인이 확정되기 전부터 음악 작업을 시작했다. 이러한 자유는 우에마쓰가 음악팀을 게임 개발팀과 별도의 부서로 운영했기에 가능했다. 키쿠타는 《성검전설》 시리즈의 첫 작품인 《성검전설 -파이널 판타지 외전-》의 작곡가 이토 겐지가 《로맨싱 사가》의 사운드트랙 등 다른 업무로 인해 프로젝트에서 하차하면서 《성검전설 2》를 맡게 되었다. 당시 대부분의 게임 작곡가들이 그랬듯이 작곡한 곡의 MIDI 버전을 사운드 엔지니어링 부서에 넘기는 대신, 키쿠타는 슈퍼 패미컴의 하드웨어 성능에 맞는 샘플을 직접 만들었다. 이를 통해 원곡과 슈퍼 패미컴 하드웨어 간의 음향 차이를 해결할 필요 없이, 시스템 하드웨어에서 곡이 어떻게 들릴지 정확히 알 수 있었다. 키쿠타는 작곡과 편집을 번갈아가며 하루 거의 24시간을 사무실에서 사운드트랙 작업에 매달렸다. 《성검전설 2》는 편곡 앨범 《성검전설 2+》로 이어졌는데, 이는 폭포 소리, 새소리, 휴대전화 소리와 같은 "실험적인" 소리들로 구성된 50분 길이의 단일 트랙으로 이루어져 있다.
《성검전설 3》에서는 사운드 프로그래머 스즈키 히데노리의 도움을 받아 《성검전설 2》의 3배가 넘는 양의 음악을 작곡할 수 있었다. 《쌍계의》에서 플레이스테이션으로 넘어가면서 키쿠타는 슈퍼 패미컴처럼 게임 카트리지에 맞게 신시사이저 악기를 조정하는 대신 라이브 음악 제작에 집중할 수 있었다. 향상된 오디오 처리 능력을 활용해 일본인 가수들이 부른 알아들을 수 없는 태국어와 말레이시아어 노래와 같은 곡들을 포함하며 음악적 창의성을 확장했다. 하지만 게임 자체는 성공을 거두지 못했고, 키쿠타는 다음 프로젝트에서는 더 직접적인 통제력을 갖기로 결심했다.
키쿠타는 《쌍계의》를 마친 후 스퀘어를 떠나 비디오 게임 개발사 사크노스를 설립하여 1998년부터 1999년까지 대표이사를 맡았다. 이 시기에 회사는 플레이스테이션용 《쿠델카》를 제작했으며, 키쿠타는 콘셉트 디자이너, 게임 기획자, 시나리오 작가, 프로듀서, 작곡가로 참여했다. 비디오 게임 디자인에 대한 그의 철학은 전체적인 경험을 디자인하고 주요 결정을 내리는 인원이 제한적일 때 최고의 프로젝트가 된다는 것이었다. 《쿠델카》를 제작하면서 이러한 철학을 따르고자 했으며, 영국 역사에 관한 책을 100권 이상 읽었다고 주장할 만큼 "집착적인 열정"을 프로젝트에 쏟았고, 디자인팀을 웨일스로 데려가 현지 조사를 하기도 했다. 1999년 12월에 출시된 게임은 콘셉트와 아트 디렉션, 음악은 호평을 받았으나 전투 시스템에 대한 비판을 받으며 저조한 평가를 받았다. 키쿠타는 곧 사크노스를 떠났고, 회사는 노틸러스로 이름을 바꾸어 《섀도 하츠》 시리즈를 포함한 4개의 게임을 더 제작한 뒤 2007년에 문을 닫았다.
2001년 3월, 키쿠타는 동명의 소설에서 이름을 따온 노스트릴리아를 설립했다. 이 회사는 그의 개인 레코드 레이블로서 앨범을 출판하고 있다. 이후 몇 년 동안 중국 MMORPG 《초 부교 타이센》의 콘셉트 디자이너, 게임 기획자, 작곡가로 일했는데, 이는 그가 에닉스에 제안한 원안이었다. 게임 개발은 2004년 에닉스와 게임 운영을 맡기로 한 중국 회사 간의 의견 차이로 중단되어 결국 출시되지 못했다. 그 후 몇 년간은 에로게 비주얼 노벨 《하늘의 색, 물의 색》과 MMORPG 《콘체르토 게이트》를 비롯해 일본에서만 출시된 비디오 게임의 음악을 작곡했다. 2010년부터는 《소울칼리버 V》(2010년)와 《성검전설: 라이즈 오브 마나》(2014년) 등 여러 아티스트와 함께하는 프로젝트의 작곡가로 활동하기 시작했으며, 현재까지 이어지고 있다. 2010년 이후 첫 단독 작업은 2019년의 《인디비지블》이었다.
키쿠타는 2006년에 첫 오리지널 음악 앨범 《로스트 파일즈》를 발매했다. 이 앨범에는 스퀘어의 게임 작곡가 자리에 처음 지원할 때 제출했던 데모 테이프가 수록되어 있으며, 패밀리컴퓨터의 사운드 소스를 사용했다. 2007년 8월에는 두 번째 오리지널 앨범 《알파벳 플래닛》이 발매되었다. 또한 다른 가수나 연주자들과 함께 3개의 앨범과 2개의 싱글을 작곡했으며, 이 앨범들은 그의 레이블 노스트릴리아를 통해 발매되었다. 2011년에는 《티아라》라는 제목의 세 번째 오리지널 앨범을 발매했다.

## 업적
《성검전설 2》의 한 곡은 1993년 제3회 《오케스트럴 게임 뮤직 콘서트》에서, 《성검전설 3》의 한 곡은 1996년 제5회 행사에서 도쿄 심포니 오케스트라에 의해 연주되었다. 《성검전설 2》의 음악은 2007년 독일 라이프치히 게반트하우스에서 열린 제5회 《심포닉 게임 뮤직 콘서트》에서도 연주되었다. 토마스 뵈커가 《게임 콘서트》 시리즈의 일환으로 기획한 2009년 9월 쾰른의 《심포닉 판타지》 콘서트에서는 《성검전설 2》의 음악이 전체 프로그램의 4분의 1을 차지했다. 2012년에는 도쿄, 스톡홀름, 그리고 다시 쾰른에서 《심포닉 판타지》가 5회 더 공연되었으며, 2016년에는 에케하르트 슈티어가 지휘하는 런던 심포니 오케스트라와 함께 런던에서 추가 공연이 열렸다.
《성검전설》 시리즈의 피아노 악보 편집본이 《성검전설 베스트 컬렉션 피아노 솔로 악보집》 제1집과 제2집으로 출판되었으며, 두 악보집 모두 《성검전설 2》와 《성검전설 3》의 곡들이 수록되어 있다. 각 악보집의 모든 곡은 니와 아사코가 초급에서 중급 수준의 피아노 솔로곡으로 편곡했으며, 가능한 한 원곡과 비슷하게 들리도록 했다. 키쿠타의 작품을 리믹스한 곡들은 일본의 동인 리믹스 앨범과 오버클락트 리믹스와 같은 영어권 리믹스 웹사이트에서 찾아볼 수 있다. 키쿠타는 오버클락트 리믹스를 언급하며 이러한 작품들을 듣는 것을 즐긴다고 말했다.

## 음악적 스타일과 영향
키쿠타에게 음악 작곡은 "숨 쉬는 것"처럼 자연스러운 일이다. 그는 작곡을 자신의 "천직"이라고 여기며, 이를 자신의 "소망"이라 부르는 비디오 게임 디자인 및 제작과 대비시키는데, 작곡에 비해 게임 제작이 매우 어렵다고 생각한다. 키쿠타는 자신이 작곡하는 음악의 스타일에 대해 크게 신경 쓰지 않으며, 이를 단순한 도구나 방법으로 여긴다. 그 결과, 그의 음악은 여러 스타일이 혼합된 형태로 자주 나타난다. 그의 음악적 영감은 주로 여행 중에 보았던 것들에서 비롯되는데, 《성검전설 2》와 《성검전설 3》의 음악적 이미지 대부분이 그가 방문했던 피지의 여러 섬들에서 영감을 받았다고 한다. 예술을 위한 예술을 추구하는 "순수 예술가"가 되기보다는 청중을 즐겁게 하는 것이 작곡의 주된 목표라고 말한다. 스퀘어에서 함께 일했고 존경한다고 밝힌 사키모토 히토시를 제외하고는 다른 게임 작곡가들의 영향을 받지 않았다. 핑크 플로이드를 자신의 가장 큰 음악적 영향으로 꼽았으며, 기타리스트 앨런 홀즈워스를 가장 함께 작업하고 싶은 아티스트로 언급했다.  키쿠타는 자신이 작곡한 곡들 중 《콘체르토 게이트》의 "서곡"을 가장 좋아한다고 밝혔다.

## 참여 작품
| 연도 | 제목                                           | 비고                                                   | 각주   |
| ---- | ---------------------------------------------- | ------------------------------------------------------ | ------ |
| 1992 | 로맨싱 사가                                    | 사운드 효과                                            | [ 4 ]  |
| 1993 | 성검전설 2                                     |                                                        | [ 4 ]  |
| 1995 | 성검전설 3                                     |                                                        | [ 4 ]  |
| 1998 | 쌍계의                                         |                                                        | [ 4 ]  |
| 1999 | 쿠델카                                         |                                                        | [ 4 ]  |
| 2004 | 하늘의 색, 물의 색                             |                                                        | [ 18 ] |
| 2005 | Sakura Relaxation                              |                                                        | [ 19 ] |
| 2005 | Nidzuma wa Sailor Fuku                         |                                                        | [ 20 ] |
| 2006 | Tennin-So Kitan                                |                                                        | [ 21 ] |
| 2006 | Kaijinki                                       |                                                        | [ 22 ] |
| 2007 | 콘체르토 게이트                                | 이토 켄지와 공동                                       | [ 4 ]  |
| 2010 | 샤이닝 하츠                                    |                                                        | [ 23 ] |
| 2011 | 티아라                                         |                                                        | [ 3 ]  |
| 2012 | 소울칼리버 V                                   | 공동                                                   | [ 24 ] |
| 2012 | 데몬즈 스코어                                  | 공동                                                   | [ 25 ] |
| 2013 | 에스카 & 로지의 아틀리에: 황혼 하늘의 연금술사 | 공동                                                   | [ 24 ] |
| 2014 | 라이즈 오브 마나                               | 이토 켄지, 시모무라 요코, 세키토 츠요시와 공동         | [ 26 ] |
| 2015 | Kakuriyo no Mon                                | 공동                                                   | [ 27 ] |
| 2017 | Unraveled: Tale of the Shipbreaker's Daughter  | 데일 노스와 공동                                       | [ 28 ] |
| 2018 | Tangledee                                      | 앤드류 애버사, 그랜트 커크호프, 히비노 노리히코와 공동 | [ 29 ] |
| 2018 | 성검전설 2: 성검전설 2                         | 공동                                                   | [ 30 ] |
| 2019 | YIIK: A Postmodern RPG                         | 편곡                                                   | [ 31 ] |
| 2019 | 픽셀 느와르                                    | 쿠날 마이무다르와 편곡                                 | [ 32 ] |
| 2019 | 인디비지블                                     |                                                        | [ 11 ] |
| 2020 | 오렌지 아일랜드                                | 마크 스파클링과 공동                                   | [ 33 ] |
| 2021 | 헌트 더 나이트                                 | 객원 작곡가                                            | [ 34 ] |
| 2022 | 성탑신기 트리니티 트리거                       |                                                        | [ 35 ] |
| 2022 | 신 크로니클                                    | "With the Sacred Prism"                                |        |
| 2024 | 성검전설: 비전스 오브 마나                     | 세키토 츠요시, 야마자키 료와 공동                      | [ 36 ] |